# AEK-971
O AEK-971 é um fuzil de assalto automático de origem russa desenvolvida na Planta Mecânica Kovrov (KMZ), projetado por Sergey I. Koksharov na década de 1980 e atualmente produzido pela Degtyarev Plant. O modelo primário, AEK-971, utiliza a munição 5,45x39mm alimentada por carregadores padrão de 30 cartuchos ou mais usados pela AK-74 e armas semelhantes.

## Variantes
- AEK-971[6][7]
- AEK-971S[6]
- AEK-972
- AEK-973
- AEK-973S[6]
- A-545[7]
- A-762[8]

## Usuários
- Rússia: Os fuzis AEK-971 foram produzidos em pequenos lotes e entregues a unidades das Tropas Internas MVD (forças paramilitares semelhantes a gendarmerie) e outras agências policiais da Rússia.[9]